# Ленинградский завод художественного стекла
Ленинградский завод художественного стекла (ЛЗХС) — один из основных центров художественного стеклоделия в СССР. В 1960—1980-х годах усилиями талантливых художников и мастеров-стеклоделов на заводе сложилась оригинальная школа художественного стеклоделия. Многие образцы, созданные на заводе, составили гордость отечественного декоративно-прикладного искусства советского периода.

## Названия завода
- с 1930 по 1948 — Ленинградская зеркальная фабрика треста «Ленинградстекло».
- с 1948 по 1966 — Ленинградский завод художественного стекла и сортовой посуды.
- с 1966 по 1992 — Ленинградский завод художественного стекла.
- с 1992 по 14 августа 1996 года — Арендное предприятие «Ленинградский завод художественного стекла».

## История завода
В 1890 году Императорский стеклянный завод в Санкт-Петербурге был присоединён к Императорскому фарфоровому заводу. Стеклянное отделение при Императорском фарфоровом заводе просуществовало до 1917 года. После закрытия бывших корпусов Императорского стеклянного завода, на Дёминской улице (ныне — ул. Профессора Качалова, левобережная часть Невского района) в 1911 году были основаны Зеркальные мастерские Петроградского стекольного промышленного общества, национализированные в 1920 году. В 1924 году на их основе была создана Дёминская (Ленинградская) зеркальная фабрика.
В 1940 году по инициативе и при участии ученого-химика Н. Н. Качалова, скульптора В. И. Мухиной, писателя А. Н. Толстого и инженера-технолога Ф. С. Энтелиса на базе бывших мастерских зеркальной фабрики было организовано экспериментальное производство. Но война прервала все начинания. После войны в октябре 1947 года было отправлено письмо в Совет министров РСФСР. В письме предлагалось на базе зеркальной фабрики создать опытную, экспериментальную базу по производству художественного стекла. Техническое руководство было поручено кафедре общей технологии силикатов Ленинградского химико-технологического института им. Ленсовета. Научное руководство работами осуществлял Н. Н. Качалов. Проектирование и надзор за строительством экспериментального цеха осуществлял знаток технологии художественного стекла, инженер Ф. С. Энтелис. В 1937—1938 годах Энтелис в соавторстве со скульптором И. М. Чайковым создал проект хрустального фонтана высотой 4,25 м и диаметром чаши — 2,4 м для экспозиции советского павильона на Международной выставке в Нью-Йорке 1939 года. Работы длились семь месяцев. Фонтан собирали на каркасе из 77 частей из хрусталя, сделанных на разных предприятиях.
Новое предприятие получило название: «Ленинградский завод художественного стекла и сортовой посуды». В этот период в основном производили массовую продукцию прессованием и выдуванием в форму с последующей холодной обработкой: кувшины, графины, сахарницы, фужеры, пепельницы, рюмки, бокалы; реже, по авторским эскизам, изделия из бесцветного и цветного стекла в технике свободного выдувания. Использовали традиционные приёмы декорирования: «кракле», стекло с нацветом, шлифованием «алмазной гранью». В 1964 году было принято решение о специализации ЛЗХС исключительно на производстве изделий из хрусталя, главным образом бесцветного. Отчасти по этой причине в продукции завода возобладали приёмы пышной «мальцовской алмазной грани», придающей изделиям несколько «купеческий вид». Это вызывало обоснованную критику.

## Художники завода

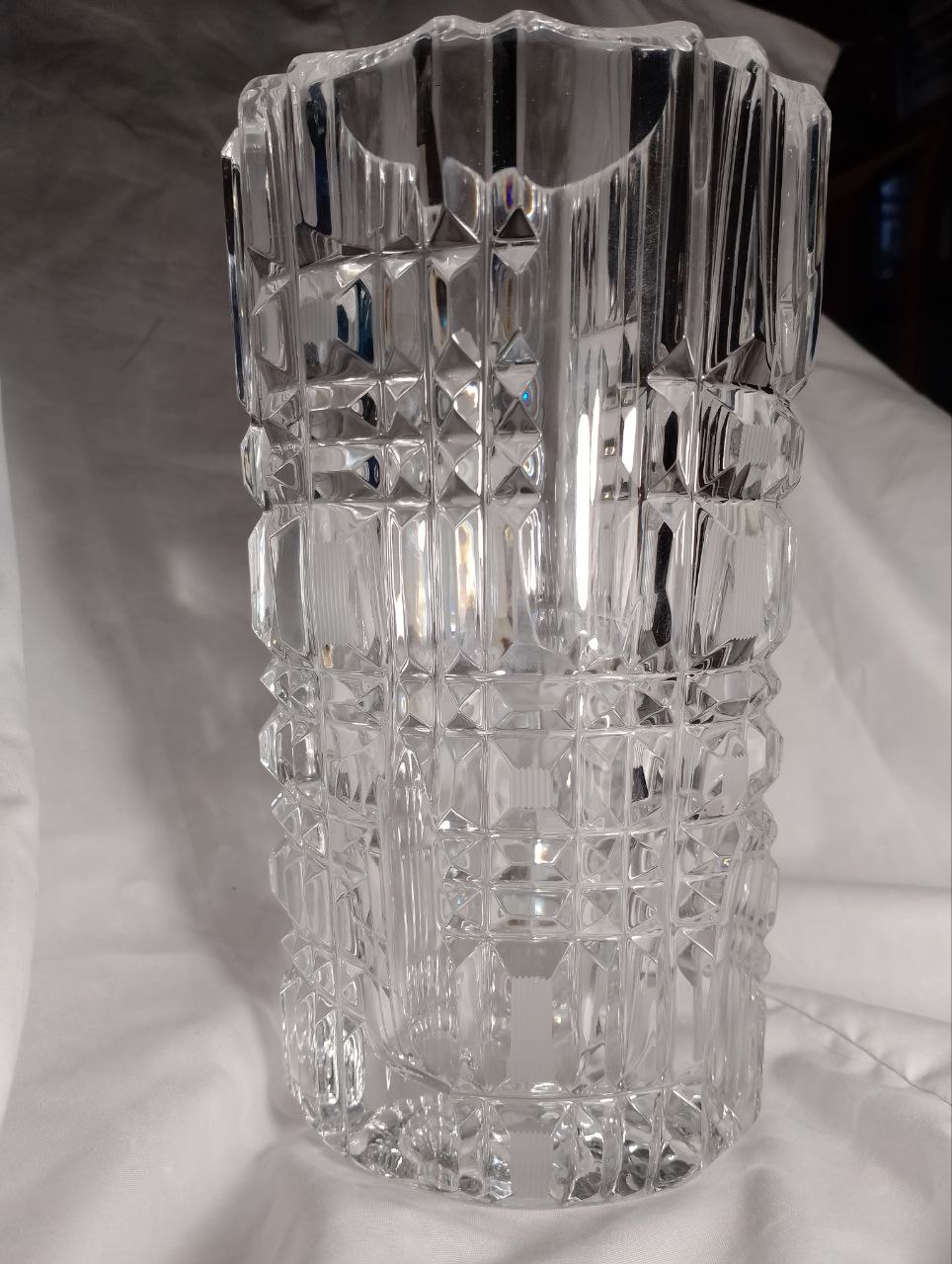
Хрустальная ваза «Праздник» художник А.М. Остроумов, 1976г.

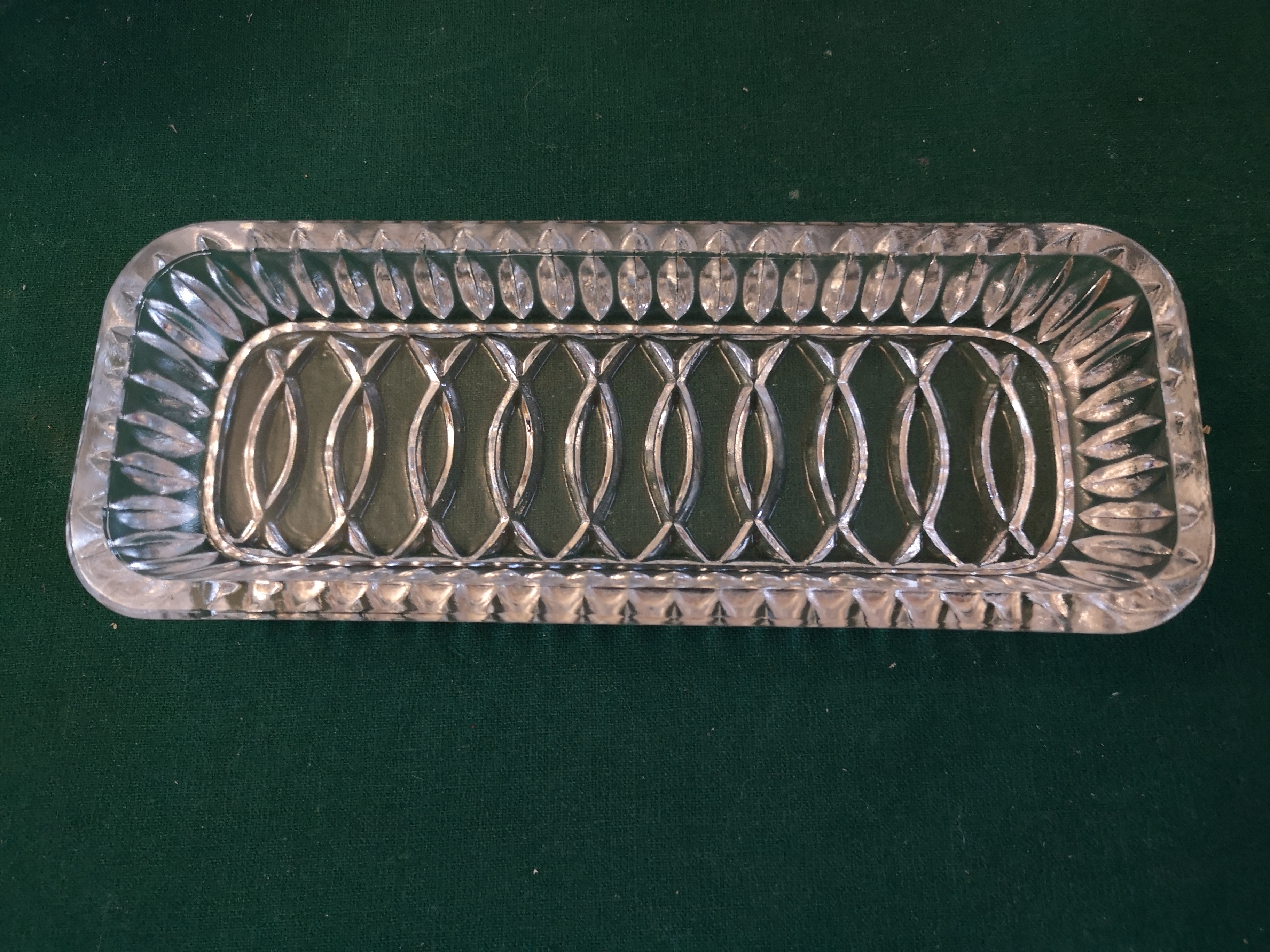
Селёдочница "Прямоугольная" 70-е годы 20-го века. художник А.А. Аствацатурьян

Художественное руководство производством с 1940 года ещё на базе зеркального цеха осуществляла В. И. Мухина вплоть до своей кончины в 1953 году. Мухина и ранее занималась стеклом на заводе «Красный гигант» (бывший Никольско-Бахметьевский завод Пензенской губернии). В 1938—1939 годах на этом заводе по эскизам Мухиной был изготовлен хрустальный сервиз «Кремлёвский». Знаменитая ваза «Астра» создана как часть этого сервиза. Мухина сумела привлечь на Ленинградский завод многих талантливых художников. Среди них были живописец и рисовальщик Н. А. Тырса, художник-график А. А. Успенский. Успенский рисовал оригинальные формы ваз, характерные особенной пластичностью силуэта. Мухина экспериментировала в камерной пластике в технике моллирования, используя как прозрачное, так и матированное стекло с помощью травления в растворе плавиковой кислоты. Именно так она создавала свои знаменитые скульптуры из стекла. Обработанная кислотой моллированная поверхность небольших камерных скульптурок мягко рассеивала свет. Мухина разработала проект гранёного стакана и технологию особого дымчатого стекла «капля молока в стакане воды».
В 1948 году экспериментальный цех превратили в Ленинградский завод художественного стекла (ЛЗХС). На завод пришли новые художники: архитектор и художник-акварелист Б. А. Смирнов, живописец, сценограф, книжный график Э. М. Криммер. В период с 1948 по 1950 годы Криммер создал более 120 произведений. Вместе с Б. А. Смирновым Криммер заменил скончавшихся во время войны Успенского и Тырсу. Смирнов в дальнейшем, в 1952—1955 годах, возглавлял кафедру художественного стекла и пластмасс в ЛВХПУ им. В. И. Мухиной.
В 1949 году на завод пришла Е. В. Яновская, в 1952—1975 годах она была главным художником. В 1950—1960-х годах состав художественной лаборатории Ленинградского завода пополняли выпускники кафедры художественной керамики и стекла ЛВХПУ им. В. И. Мухиной: А. М. Остроумов (с 1960 года), А. А. Аставацатурьян (с 1965 года, в 1975—1985 годах главный художник), Ю. А. Мунтян, А. И. Маева, Лидия Смирнова, Ю. М. Бяков. Важное значение имело творчество в художественной лаборатории ЛЗХС эстонских художниц (так называемый эстонский круг Ленинградского завода): Л. О. Юрген, Х. М. Пыльд, П. Оямаа. Художники завода активно участвовали во всесоюзных, республиканских и международных выставках художественного стекла и неизменно получали первые премии не только за авторские произведения, но и за образцы для серийного и массового производства. Так ленинградская школа стала ведущей в области художественного стеклоделия.
В помещениях завода действовал небольшой, но важный музей художественных изделий. Однако годы перестройки стали трагическими для завода, который не смог справиться с коммерческими проблемами и конкуренцией с более эффектными образцами импортной продукции. В январе 1997 года производство было остановлено. 29 января 1997 года решением Арбитражного суда Санкт-Петербурга арендное предприятие «Ленинградский завод художественного стекла» было закрыто.
В 2000 году коллекция музея Ленинградского завода художественного стекла была передана в Елагиноостровский дворец-музей. Значительно расширенная коллекция стала квинтэссенцией технических и художественных достижений советской школы стеклоделия и представляет творчество всех мастеров завода за время его существования с 1940 до начала 1990-х годов. Она насчитывает более 8 тысяч экспонатов. Коллекция размещена в помещениях центральной части и двух галерей Оранжерейного корпуса, где открылся «Музей художественного стекла».